# Giuseppe Apolloni
Pour les articles homonymes, voir Apolloni.
Giuseppe Apolloni (né le 8 avril 1822 à Vicence, en Vénétie – mort dans la même ville le 31 décembre 1889) est un compositeur italien.

## Œuvres

### Opéras
- L'Ebreo, drame lyrique en trois actes, créé le 25 janvier 1855 au Teatro La Fenice de Venise.